# Winik
Bei Winik handelt es sich um eine Cygwin-Distribution, die unter Windows installiert werden kann, wie ein ganz normales Computerprogramm.
Winik ist sehr Unix- bzw. Linux-ähnlich. Der Anwender kann aus Windows heraus Linux mit seinen verschiedenen Programmen kennenlernen. Zur Verfügung stehen derzeit unter anderem folgende Fenstermanager:
- KDE
- Gnome
- IceWM
- Xfce
- Window Maker

Die aktuelle Version der Distribution, Release 6a vom 24. Mai 2005, besteht derzeit aus zwei CD-ROMs mit speziell abgestimmter Software sowie rund einem Dutzend verschiedenen Fenstermanagern. Seit dieser Version scheint Winik nicht mehr weiterentwickelt zu werden.